# Mycteroperca venenosa
Mycteroperca venenosa là một loài cá biển thuộc chi Mycteroperca trong họ Cá mú. Loài này được mô tả lần đầu tiên vào năm 1758.

## Phân bố và môi trường sống
M. venenosa có phạm vi phân bố rộng rãi ở vùng biển Tây Đại Tây Dương. Loài này được tìm thấy từ vùng biển đông nam Hoa Kỳ, và cả Bermuda, trải rộng gần như khắp vịnh Mexico (trừ phía bắc và phía tây) và ngoài khơi bang Louisiana (Hoa Kỳ). Từ vịnh Mexico, M. venenosa được tìm thấy khắp biển Caribe, bao gồm tất cả các hòn đảo và quần đảo bên trong nó, xuống đến Guiana thuộc Pháp ở phía bắc Nam Mỹ. Loài này còn được tìm thấy dọc theo vùng bờ biển Brazil, từ bang Maranhao đến bang Sao Paulo ở phía nam, bao gồm quần đảo Trinidad và Fernando de Noronha.
M. venenosa trưởng thành thường sống xung quanh các rạn san hô (nhất là san hô thuộc chi Oculina) và rạn đá ngầm ở vùng nước sâu xa bờ, ở độ sâu khoảng 137 m trở lại. Cá con thường xuất hiện ở các thảm cỏ biển hoặc gần cửa sông. Khi trưởng thành, chúng di chuyển đến vùng nước sâu hơn.
Số lượng của loài này đang dần suy giảm do bị đánh bắt quá mức. Ước tính khoảng 30% số lượng cá thể, hoặc có thể hơn, đã biến mất kể từ năm 1980, và sự suy giảm này dự kiến sẽ tiếp tục tăng trong tương lai. M. bonaci được xếp vào danh sách Loài sắp bị đe dọa.

## Mô tả
M. venenosa trưởng thành có chiều dài cơ thể đạt tới 100 cm; tuổi thọ tối đa được ghi nhận là 31 năm. Cá mái chuyển thành cá đực khi được khoảng 80 cm. Đầu và thân của cá thể trưởng thành có màu đỏ (khi ở vùng nước sâu) hoặc hơi xanh (khi ở vùng nước nông), được bao phủ dày đặc bởi những nâu đỏ đến nâu sẫm. Rìa ngoài của vây lưng mềm, hậu môn mềm và vây đuôi màu đen. Đuôi bằng. Vây ngực có rìa ngoài màu vàng.
Số gai ở vây lưng: 11; Số tia vây mềm ở vây lưng: 15 - 16; Số gai ở vây hậu môn: 3; Số tia vây mềm ở vây hậu môn: 11 - 12; Số tia vây mềm ở vây ngực: 16 - 18; Số lược mang: 24 - 27; Số vảy đường bên: 72 - 81.